# プランター

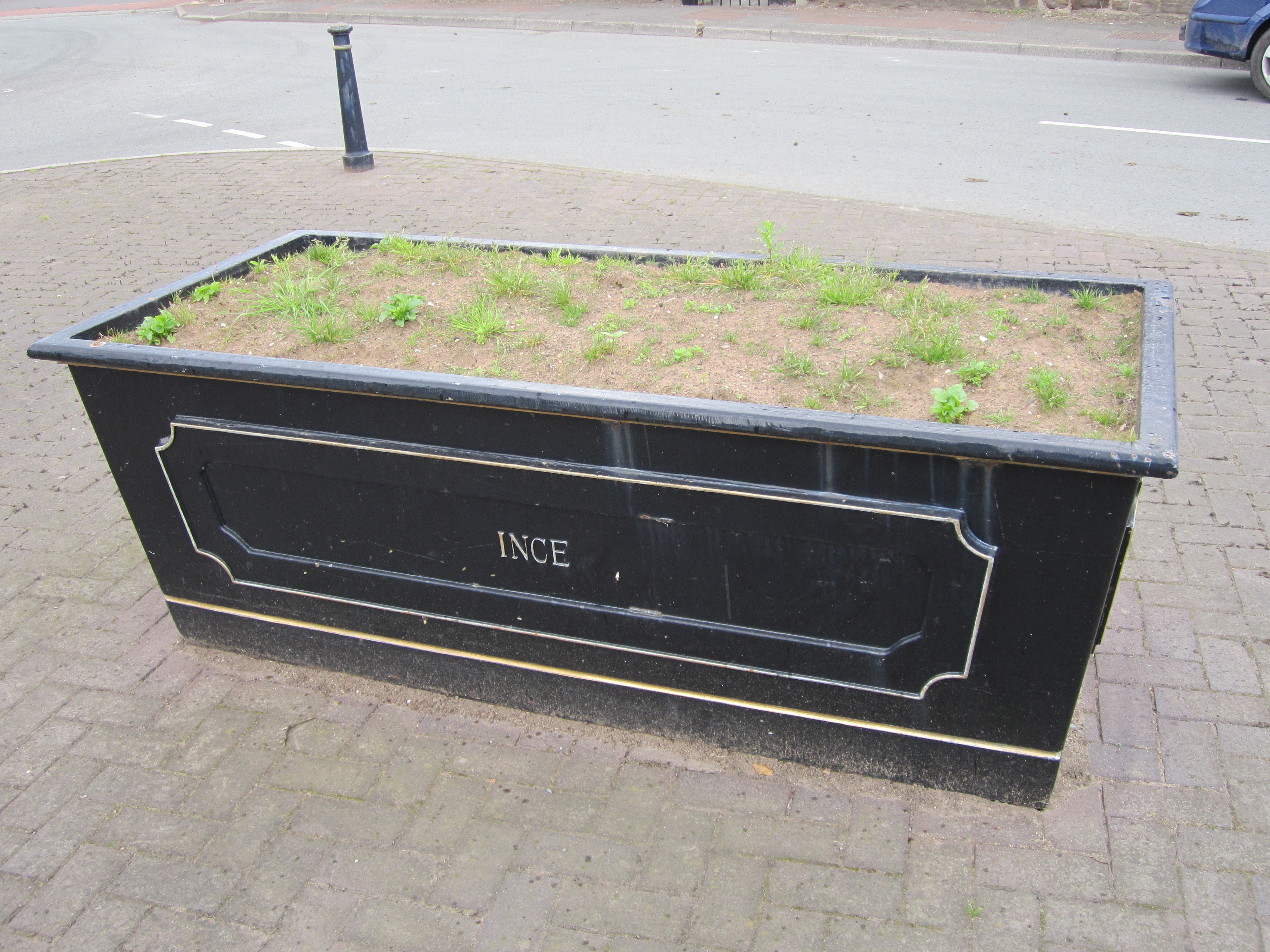
プランター

プランター（planter）は、装飾用の草花を植えたり活けるための鉢や箱の事。イギリスやアメリカではplanter と flowerpot（植木鉢）をほとんど同義に使い、あまり区別をしない。花器、花瓶をも planter と呼ぶ場合も少なくない。
日本で「プランター」と呼ぶ場合、プラスティックを使用した長方形のものが一般的であるが、木製や陶磁器、金属製のもの、また、円筒型や門扉へのハンギング等に向いている半円形のものなど、様々な材質、形状のものがある。プラスティック製のプランターの中には底部の排水用のすのこ状部分に切り取り式の栓があり、これで排水孔を内側から塞ぐことで、水生植物、湿地性植物の栽培ができるように設計されているものも多い。「プランター」は和製英語でセロン工業創業者の芹澤次郎が発案・製品開発した。

## 用語

### 大きさ
プランターの大きさを示すとき、一般的に“型”を使う。(1型＝1cm。10型＝10cmとすることもある。)園芸本などでは65型の大きさを例として使うことが多い。

### 鉢底石
プランター(鉢)から土がこぼれにくくするために底に敷く軽石のこと。ネットに入れて使ったりする。また、軽石(普通の石)を使う代わりにプラスチックの網を敷くこともある。

## 開発エピソード
芹澤次郎は、1949年に東京都渋谷区道玄坂上に合成樹脂成型加工・販売、園芸生花用品の研究・開発を目的として芹澤プラスチック製作所（現在のセロン工業）を創業。
1953年に鉢皿を開発、その年鉢カバー（ビニールパイプ鉢カバー）を開発。全国的に普及販売し大ヒットとなる。
1955年に長方形の植物栽培容器を「プランター」という和製英語を発案・命名・製品を開発。